# Cambra Arrossera d'Amposta
La Cambra Arrossera d'Amposta és una obra d'Amposta inclosa a l'Inventari del Patrimoni Arquitectònic de Catalunya.

## Descripció
Edifici civil, es tracta d'un complex recinte de cambra arrossera. Té una planta rectangular irregular tant al recinte com a la major part d'edificis i espais, aquest darrer més regular. A l'exterior es pot apreciar un complex constituït per unes 15 o 20 naus de diferent utilització, alguns sequers i unes grans sitges.

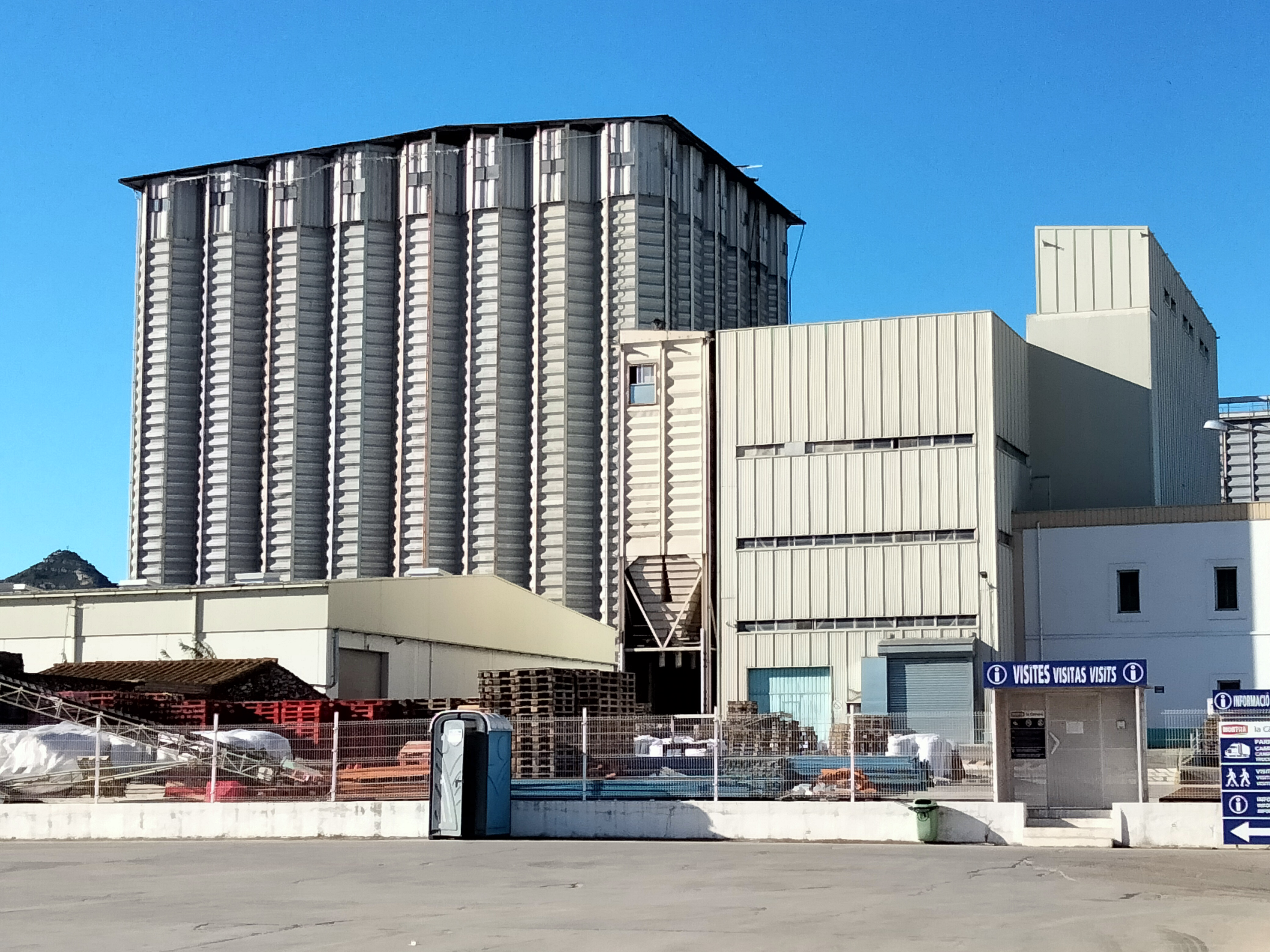
Sitges

Els sequers es troben fonamentalment davant el conjunt d'edificacions.
Les naus són a la major part del mateix tipus: planta rectangular amb planta baixa i un o dos pisos, i amb teulada a dues aigües, predominant als forjats el paredat i el maó –als edificis més antics-– o exclusivament el maó –els més moderns–.
Cal destacar el grup d'edificis centrals amb l'edifici del molí i oficines al mig amb planta baixa i dos pisos amb porta principal d'arc rebaixat i amb finestres de sobri emmarcament, així com la gran nau per a carregar camions amb voltes que combinen elements d'acer, alumini i uralita, i per descomptat, les grans sitges situades a l'esquerra dels edificis centrals, fets d'estructures metàl·liques d.acer i alumini i compostos per unes 50 o 60 cel·les octogonals d'uns 45 o 50 metres d'alçada i amb una capacitat total d'uns vint-i-cinc milions de kilograms.

## Història
Les diferents edificacions es van iniciar a la dècada dels anys 1930, encara que la creació de la cambra és de 1927, amb la denominació de «cambra arrossera d'Amposta». Després de la Guerra Civil –període en el qual no va patir grans desperfectes– el nom de la Cambra passa per diferents variacions i el seu desenvolupament agafa un ritme ascendent confirmat durant la dècada dels anys 1960 amb les grans ampliacions i noves construccions del recinte i amb l'expansió de les activitats pròpies d'aquesta.
La creació de noves sucursals en diferents poblacions properes (Sant Jaume, la Ràpita, els Muntells, el Poblenou, etc.), la construcció de grans sitges a la dècada dels anys 1970, o el volum d'exportacions a l'estranger són proves reals de la seva importància dins de la regió i de la resta de l'estat espanyol. La cambra conserva uns arxius històrics.